# 黃妃
黃妃（1974年7月13日—），本名黃子倩（改名前為黃麗華），臺灣高雄人，為知名臺語女歌手。有著鄰家氣質的黃妃，親切隨和、性格率真樸實。於2000年正式出道，發行首張個人專輯即獲得金曲獎「最佳方言女演唱人獎」（今最佳台語女歌手獎）提名，而專輯中的主打歌〈追追追〉更成為華人樂壇中傳唱度極高的經典歌曲。
以深厚的演唱功力聞名於歌壇，黃妃獨樹一幟的嗓音清亮雅緻、感染力十足，同時蘊含著甜美與氣魄的特質。引人入勝的傳統喉韻融合細膩內斂的歌唱技巧，黃妃正統道地同時具新時代特色的唱腔深受聽眾喜愛，演唱各類歌曲均有出色的表現。知名音樂人陳明章對黃妃的歌聲有很高的評價，不僅讚賞她的聲音辨識度高、轉音細緻漂亮、歌唱穩定性可比擬台語天后——江蕙，也認為台語歌壇中，黃妃是難得一見音域廣且能將高音唱得又細又亮的歌手。
在以往酒色悲苦的傳統台語歌壇中，黃妃勇於突破框架並積極嘗試多元類型的曲風，期望能開拓出台語歌曲更多的可能性；在她首次榮獲金曲獎時，更被評審譽為「新台語歌謠代表人物」。至今黃妃共十二度入圍金曲獎最佳台語女歌手獎，且三度獲獎，奠定了她「台灣歌姬」的地位。

## 生平
黃妃出生於臺灣高雄，母親是家庭主婦，父親是拆船工人，家中七個兄弟姊妹，她排行老么。黃妃年幼時因家境不富裕，曾被考慮交鄰居扶養。此時黃妃已展現表演慾，會在大哥帶友人回家時演唱；或在鄰居家看電視表演節目時，以手邊物品扮為歌星。
就學後原有志為師，但由於念書不在行，改進入高職學習美容美髮，畢業後便在美容院工作。其二姊夫基於賞識黃妃歌聲，替她報名附近工地秀歌唱比賽，並且佯稱已繳保證金誘使她參賽。黃妃以蔡秋鳳〈金包銀〉一曲奪冠，獎品電視機至2016年仍置於胞姊的美容院裡。
黃妃的音樂歷程，依所屬之唱片公司分為以下幾個時期。

### 欣代時期
在正式進軍歌壇前，黃妃曾以本名「黃麗華」出過專輯。當時，欣代唱片為南台灣小規模的唱片公司，沒能為她發行整張收錄全新歌曲的專輯；不過在以翻唱歌曲為主的專輯中仍有幾首黃妃的原唱歌曲，像是〈路口的轉彎〉、〈五更酒〉。然而，雖然這些口水歌專輯讓黃妃在正式出道時無資格報名金曲獎最佳新人獎，卻讓她有機會於市場中曝光且稍稍打開知名度。
後來，當時主要為霹靂布袋戲製作配樂的「灰姑娘音樂工作室」創辦人吳坤龍向欣代唱片老闆借出黃妃，請她為布袋戲劇集《霹靂幽靈箭第二部》錄唱劇中角色「非常女」的同名主題曲（吳坤龍本身也是此曲的編曲者）。此曲隨後被收錄在1997年魔岩唱片和霹靂國際多媒體合作發行的《霹靂英雄大團圓》合輯中，並作為專輯主打歌。〈非常女〉一曲受到相當歡迎，但由於黃妃並未隨專輯曝光，歌迷多將〈非常女〉誤認為「布袋戲歌后」西卿所唱。雖然當時黃妃並沒有打響知名度，但仍醞釀了之後被陳明章發掘的契機。
在一次偶然的機會下，著名音樂人陳明章聽到〈非常女〉，對女聲驚嘆不已，想方設法打聽到遠在高雄的黃妃，說服她到台北發展，並介紹她認識魔岩唱片創辦人張培仁。陳明章更收黃妃為徒，親力為她製作首張個人專輯，黃妃因而正式踏入主流樂壇。
以下兩個時期皆由陳明章擔任專輯製作人，因此又合稱為「陳明章時期」。

### 魔岩時期
- 2000–2002年

黃妃於2000年正式出道，推出首張個人專輯《台灣歌姬之非常女》，為台語歌壇帶來新意，如主打歌之一的〈風塊哭〉以英語入詞，有別台語歌傳統。本專輯所有歌曲皆為為黃妃量身打造，如另一主打歌〈追追追〉，陳明章以電影配樂手法製作，並花費數日雕琢黃妃唱法至滿意。這首歌成為黃妃成名作，使其在主流歌壇佔有一席之地。陳明章以戲班中刻苦女性為靈感，刻畫其堅毅精神及現代女性的自主性。據陳自述，此張專輯的製作是他一生中耗資最高。黃妃憑首張個人專輯獲得第12屆金曲獎「最佳方言女演唱人獎」提名，同年角逐歌后獎座的江蕙對媒體表示，視她為奪獎最大勁敵。
黃妃在台灣歌壇中初展頭角便一鳴驚人，幕後隱藏著兩個具有關鍵影響力與重要支持力的音樂團隊：一個是由陳明章領軍的「福爾摩沙淡水走唱團」，另一個是知名搖滾歌手伍佰的樂團「伍佰 & China Blue」。在這個時期的專輯製作上，陳明章與China Blue有許多合作，因此歌曲不僅散發陳明章特色的民謠風，也融合搖滾元素，像是〈追追追〉就是由China Blue負責編曲，而曲中的電吉他更是出自伍佰之手。
甫出道第二年，黃妃就受邀於2002年第13屆金曲獎頒獎典禮上，偕同資深藝人西卿擔任表演嘉賓，除了演唱各自的代表作，也共同演繹了布袋戲名曲〈苦海女神龍〉。同時，黃妃也以第二張專輯《紅桃12》連續第二年入圍最佳方言女演唱人獎。

### 亞律時期
- 2004–2005年

加入亞律唱片的首張專輯《非常妃》除了收錄全新創作歌曲，還翻唱經典布袋戲主題曲，專輯曲風豐富，讓黃妃得以表現更多樣的歌唱技巧，奠下多元唱腔的基礎，也顯露她富有潛力及可塑性的實力。此專輯也成為黃妃連續第三張入圍「最佳台語女演唱人獎」的作品。 
值得一提的是，專輯中歌曲〈See You阿羅哈〉是唱片公司與阿羅哈客運所合作的形象廣告曲。當時，阿羅哈客運對往來台灣南北的人而言是非常重要的交通工具，加上此曲在客運上的專屬頻道強力播放，輕快的旋律搭配朗朗上口的歌詞，很快地打響了知名度。此曲不僅因此成了許多異鄉遊子共同的記憶，也成了黃妃的代表作品之一。「阿羅哈」（Aloha）在夏威夷語中意為「愛」，同時被廣泛地用來「問候」及「道別」，故黃妃常於商演開場或結束時演場此曲，以傳達此涵義。
除了原本的音樂團隊，這個時期更加入知名資深作詞人——武雄協助掌舵，他的作品像是〈See You阿羅哈〉、〈香雪文〉和〈幸福的通知〉等，為黃妃瀟灑豪氣的音樂風格添上幾分溫柔與嬌媚；如此柔媚的風格在《紅》專輯中發揮得淋漓盡致。其實，此張專輯是陳明章送給得意女徒的結婚大禮，從專輯中歌曲的編排便可隱約看出。
專輯中另一首風格極為獨特的歌曲〈落葉時陣〉描述臺灣首位女醫師——蔡阿信坎坷的一生，原被屬意作為同樣以蔡醫師故事為本的電視劇《浪淘沙》的主題曲，卻因種種因素沒能在劇中呈現，以致此曲至今鮮為人知。
2006年，黃妃憑藉著《紅》專輯第四度問鼎金曲獎，達成每張專輯皆獲金曲獎提名的紀錄，此外，更首次入圍「最佳台語專輯獎」，由此可見此張專輯之出眾。

### 無非時期
- 2006–2011年

2006年，黃妃成為無非文化第一位簽約藝人，然黃妃與無非的淵源可早在她出道前就開始了。無非文化負責人郭樹楷，原任職魔岩唱片法律事務部部長；當年陳明章聽聞黃妃的歌聲，屬意為黃妃製作個人首張專輯前期，便是由郭樹楷代表陳明章和魔岩，南下高雄力邀黃妃出道。
由於無非負責霹靂布袋戲配樂製作，黃妃這個時期的音樂風格便多了不少與布袋戲文化的結合，增添了幾分古意婉約的氛圍，像是專輯中的〈虞美人〉、〈何日君再來〉、〈相思聲聲〉、〈夜半暝〉等，都曾作為霹靂布袋戲劇集的片尾曲。同時，黃妃的專輯也收錄了多首資深詞曲創作人——謝銘祐的作品，像是〈阿母的手〉、〈昨暝的月娘〉、〈味〉、〈淡薄啊〉、〈伴〉，民謠式的風格讓黃妃的音樂多了幾分本土韻味的深度。此外，無非還促成了黃妃與當紅樂團蘇打綠在音樂上一次美麗的交會：蘇打綠翻唱了黃妃的〈追追追〉並收錄在他們的專輯中；黃妃則是在獲獎專輯《相思聲聲》中翻唱了蘇打綠台語版的〈無眠〉。
黃妃與舊雨無非的合作，讓她甜亮的嗓音得以大展身手，也為她馥郁甜美的音樂風格開展出更大的視野，更讓她在金曲獎殿堂上大放異彩：黃妃與無非合作的最後兩張專輯，連續兩年雙料入圍最佳台語女歌手獎和最佳台語專輯獎，而《相思聲聲》專輯更成功地讓她奪得第一座金曲獎，躋身金曲台語歌后之列。

### 華特時期I
- 2011–2016年

得獎後，黃妃加入華特國際音樂。在華特通路的加持下，黃妃的音樂離開了原本的布袋戲通路，改往本土劇（八點檔電視連續劇）發展。同時，華特也鼓勵黃妃試著改變以往定調，繼續嘗試不同的音樂類型。這方面的意圖可以從他們合作的第一張專輯看出端倪：《飛啊飛》專輯的封面拿掉過去黃妃專輯固定會出現的紅色元素，改以較淡雅的型態呈現。然而，歌手調性的轉變本就帶有一定的風險，連續三年所發行的專輯皆沒入圍金曲獎，此現象也惹來有些歌迷及網友的爭議。
歷經幾次唱片公司的轉換，老歌迷間不時會出現希望黃妃能與恩師陳明章再度合作的聲音。事實上，在2012年由陳明章負責製作配樂的電影《花漾》中，白小霜（陳意涵飾演）所演唱的〈夢碎花樓〉，便是由黃妃獻聲代為詮釋；可惜不知為何因素，後來發行的電影配樂專輯中並無收錄黃妃演唱的版本，以致此次難得的師徒合作鮮為人知。
加入華特之初，黃妃原只簽約三年，然第三年時恰巧碰上望子心切的她懷孕，必須待產，因此《水水水》專輯的宣傳被迫中斷，後續所有商演活動一併取消。基於惜情，黃妃與華特加簽第四張專輯的合約；產後復出，發行《無字天書》專輯，便再度叩關金曲獎最佳台語女歌手獎，並二度摘金。

### 米樂士時期
- 2016–2021年

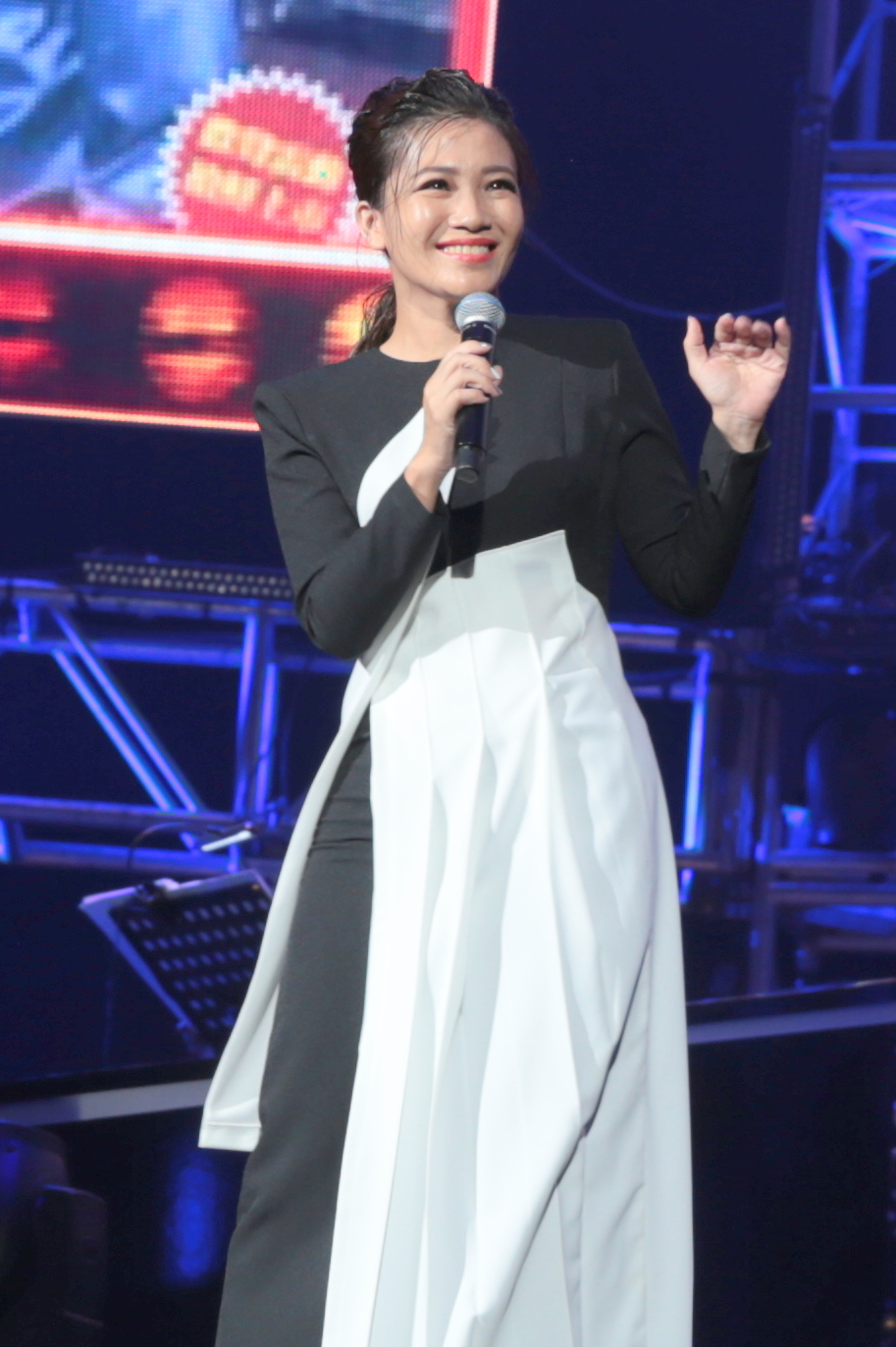
黃妃擔任陳雷演唱會嘉賓，透露也想前進小巨蛋的意圖。

加盟新東家，黃妃轉而與作風以國語唱片為主流的米樂士娛樂合作，期待為她的音樂帶來更多突破。2016年發行《雙生花》專輯，首波主打歌〈巴兩個啊乎我清醒〉直白又極口語的歌名和歌詞，與過去對黃妃經常演唱古雅曲風的印象，拉出很大的反差；新專輯成功磨擦出新的火花，也讓黃妃再度獲得金曲獎提名。
2017年第28屆金曲獎，黃妃睽違十五年再次站上金曲獎的表演舞台，偕其他四位準歌后共同演唱該屆「特別貢獻獎」得主——紀露霞的知名作品〈望你早歸〉，並於表演後代表獻獎給紀露霞。該年十一月，米樂士為慶祝成立七週年，特邀旗下歌手分別聯合舉辦演唱會，而其中一場《姬情台三線》便是由黃妃、王瑞霞、秀蘭瑪雅共同演出，這也是黃妃歌唱生涯中首場售票演唱會。年底，黃妃更難得首度於跨年時「出走」，受邀赴馬來西亞參加選秀節目《歡喜唱響全球》擔任總決賽評審。
2018年《我若是黃倩倩》專輯製作融合「跨時空」概念，運用不同年代的音樂風格、詞曲、唱腔以呈現本土台語歌曲的演進。專輯中，黃妃不僅首次自己配唱和聲，更收錄了她的第一首原唱華語歌曲〈顛倒歌〉。
2019年，黃妃獻出了許多處女秀。三月，黃妃於台灣最具指標性的大型音樂祭典「大港開唱」擔任該年的「大港女神」，並與獨立樂團「隨性樂團」合體演出。五月，黃妃受邀出席第30屆金曲獎入圍名單公布記者會，首次擔任揭獎嘉賓，不料竟鎩羽而歸。該屆評審團主席陳珊妮甚至於會後受訪時公開稱黃妃是她心中最大的遺珠，直至評選結束心裡仍覺得遺憾；她表示該年台語女歌手競爭激烈，有許多優秀的「新台語」作品，而《我若是黃倩倩》試圖連結舊台語歌和新台語歌，別出心裁，但同時評審也討論到蔡秋鳳對於舊台語歌的詮釋度很好，「在投票結果之後、新舊掙扎之時，黃妃就變成遺珠。」十月，黃妃於國慶晚會登場，演唱「台灣歌謠之父」——鄧雨賢的經典作品組曲「四月望雨」。
2020年底推出《色違》專輯，以知名手機遊戲《精靈寶可夢GO》（英語：Pokémon GO）的術語「色違」作為概念發想，除了想表達黃妃在台語歌唱領域求新求變，嘗試展現多元的新面貌，也藉此期許黃妃的音樂能如寶可夢遊戲般受到各年齡層族群的喜愛。隔年，黃妃憑藉此專輯入圍第32屆金曲獎最佳台語女歌手獎，同年入圍者曹雅雯更稱讚專輯作品融合新舊風格，時髦又有趣。
2021年，黃妃參與饒舌選秀節目《大嘻哈時代》歌手合作賽，搭檔選手潤少，結合嘻哈風格重新演繹經典作品〈追追追〉。演出大受好評：不僅讓評審熊仔盛讚為「頒獎典禮等級的演出」，甚至吸引韓國饒舌歌手注意，大力讚賞如此傳統與創新的融合極富魅力。這般前所未見的嘗試為黃妃的音樂帶來進一步的突破，也成功觸及不同族群及年齡層的聽眾。

### 華特時期II
- 2021年至今

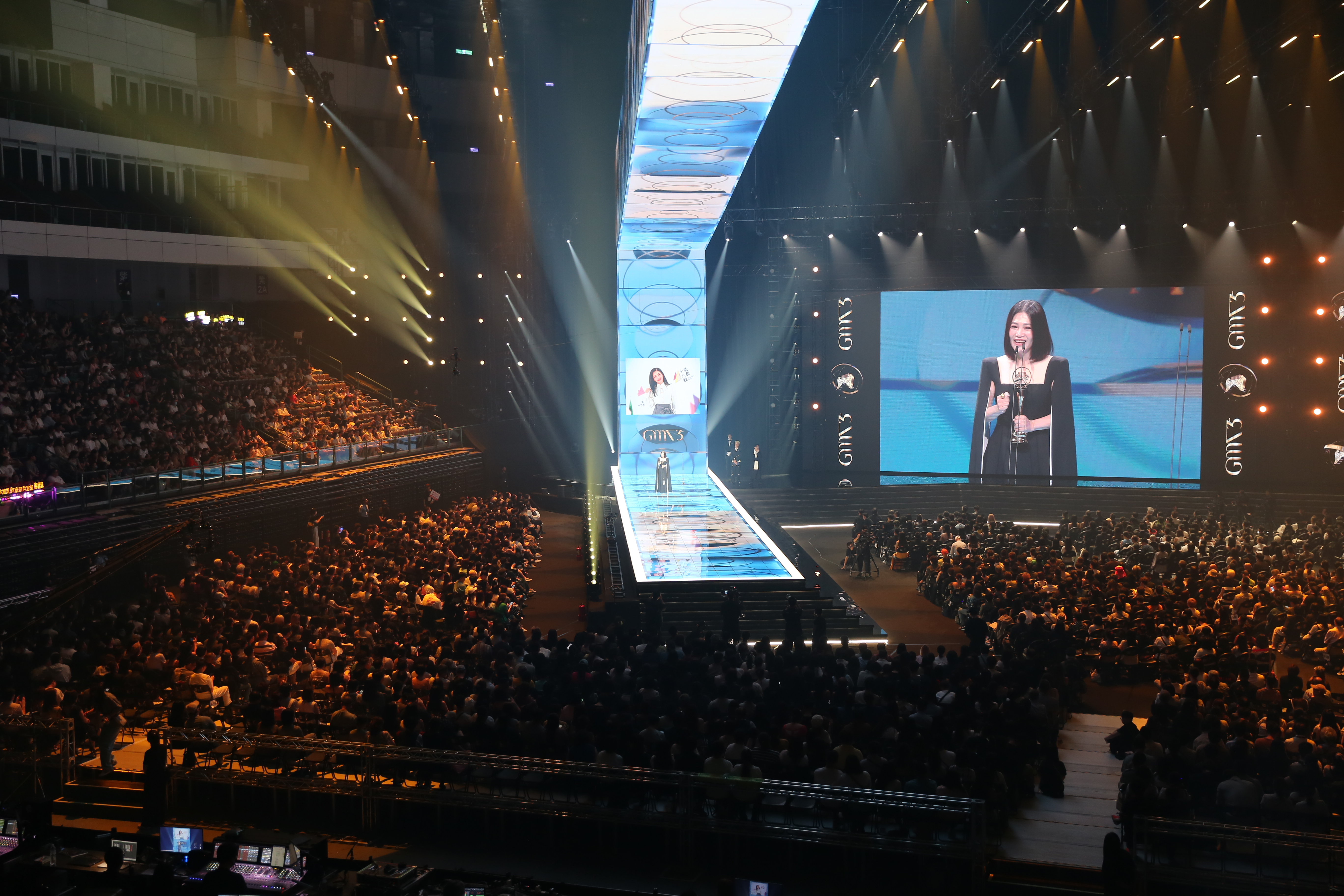
2024年，黃妃於金曲獎頒獎典禮上發表獲獎感言。

2021年底，黃妃回歸華特唱片，持續嘗試較現代的編曲和曲風，甚至與不同的影像團隊合作，打造出嶄新的形象；然而，創新同時，黃妃也表示「想多照顧聽台語歌的長輩族群」，不忘顧及台語音樂的根本聽眾。在近幾張專輯中皆可聽到黃妃較多中低音域的表現；雖然她曾感傷嗓音不如年少時清亮甜美，但此時的唱腔及聲線呈現更加內斂、溫暖且略帶滄桑的韻味，更富情感及渲染力。
相隔11年，黃妃於2023年第34屆金曲獎再度受邀擔任頒獎嘉賓，偕首次擔任頒獎人的陳雷一同頒發台語類獎項。兩人自然不造作的互動，親切風趣，獲得大眾好評；在兩人合頒「最佳台語女歌手獎」時，甚至創下該年典禮第三高的收視率（4.39，共94.5萬人收看）。
再度與華特合作的第三張專輯《十八般武藝》不僅讓黃妃締造個人「連續四屆」入圍金曲獎最佳台語女歌手獎的紀錄，更讓她於2024年第35屆金曲獎三封后座，成為繼江蕙、黃乙玲後第三位三度獲獎的歌手。該屆評審稱譽黃妃重現「台語本格派」的美好，而評審團主席陳子鴻亦讚賞她能輕鬆詮釋卻極富細節的一流唱功。

## 音樂作品

### 錄音室專輯
正式出道前
| 1. | 新娘悲歌         |
| 2. | 冷霜子           |
| 3. | 落大雨彼一日     |
| 4. | 人生             |
| 5. | 假情假愛（流轉） |
| 6. | 悲戀的酒杯       |

| 1. | 台東人       |
| 2. | 命運青紅燈   |
| 3. | 黃昏的故鄉   |
| 4. | 夜霧的港口   |
| 5. | 苦海女神龍   |
| 6. | 斷魂嶺鐘聲淚 |

| 1.  | 五更酒           |
| 2.  | 孤單酒           |
| 3.  | 酷行             |
| 4.  | 惜緣             |
| 5.  | 世間             |
| 6.  | 重遊高雄港       |
| 7.  | 可恨又可愛       |
| 8.  | 癡情的下場是什麼 |
| 9.  | 媽媽請你不通疼   |
| 10. | 愛你這呢深       |
| 11. | 茫茫到深更       |
| 12. | 思鄉情歌         |

| 1.  | 牽著他的手 |
| 2.  | 對你用真情 |
| 3.  | 五更酒     |
| 4.  | 不是無愛你 |
| 5.  | 是緣也是錯 |
| 6.  | 愛的誓言   |
| 7.  | 緣份       |
| 8.  | 尚介關心你 |
| 9.  | 路口的轉彎 |
| 10. | 漂浪之女   |
| 11. | 落葉時雨   |
| 12. | 南都夜曲   |

正式出道後
| 1.  | 追追追（三立《九龍傳說》片頭曲）                                 |
| 2.  | 紅燈酒館                                                         |
| 3.  | 癡情花                                                           |
| 4.  | 蝴蝶亂飛（三立《九指新娘》片尾曲）                               |
| 5.  | 不甘你走                                                         |
| 6.  | 純情少年家                                                       |
| 7.  | 慢來的春天                                                       |
| 8.  | 風塊哭（民視《親戚不計較》片頭曲，三立《鳥來伯與十三姨》片頭曲） |
| 9.  | 麥問阮的名                                                       |
| 10. | I Love You                                                       |

| 1. | 非常女（特別收錄） |

| 1.  | 紅桃12                                     |
| 2.  | 若沒愛你要愛誰（三立《負君千行淚》片頭曲） |
| 3.  | 青春睏抹去                                 |
| 4.  | 被愛拖磨                                   |
| 5.  | 猶原愛你                                   |
| 6.  | 一心一意                                   |
| 7.  | 大舞台                                     |
| 8.  | 新娘                                       |
| 9.  | 相逢台北橋                                 |
| 10. | 身邊的風                                   |
| 11. | 人生（民視《情義》片尾曲）                 |
| 12. | 人生（陳明章特別演出吉他人生版）           |

| 1.  | 恨世生        |
| 2.  | 心甘情願      |
| 3.  | See You阿羅哈 |
| 4.  | 風雨無情      |
| 5.  | 你的名我的命  |
| 6.  | 星星知我心    |
| 7.  | 盼夢圓        |
| 8.  | 萬年奇緣      |
| 9.  | 南國情歌      |
| 10. | 愛的腳步聲    |
| 11. | 逍遙一曲歌    |

| 1. | 你的名我的命（伴唱版） |

| 1.  | 妝乎水水（三立《鳥來伯與十三姨》片尾曲） |
| 2.  | 香雪文                                   |
| 3.  | 油桐花新娘                               |
| 4.  | 幸福的通知                               |
| 5.  | 伊在等我                                 |
| 6.  | 蝶仔                                     |
| 7.  | 加行幾條街                               |
| 8.  | 小熊維尼                                 |
| 9.  | 落葉時陣                                 |
| 10. | 新十八姑娘                               |
| 11. | 油桐花姑娘（禮成版）                     |

| 1. | 妝乎水水（MV）     |
| 2. | 妝乎水水（卡拉OK） |

| 1.  | 有閒來坐             |
| 2.  | 沙浪嘿               |
| 3.  | 愛河邊的咖啡         |
| 4.  | 傷心電話             |
| 5.  | 女兒紅               |
| 6.  | 虞美人               |
| 7.  | 思念若像一隻虎       |
| 8.  | 紅塵沙               |
| 9.  | 浪漫情夢             |
| 10. | 只要有你             |
| 11. | 女兒紅（卡拉伴奏版） |

| 1.  | 阿母的手（八大第一台《台灣奇案》片尾曲）       |
| 2.  | 幸福的滋味（大愛劇場《愛，有你來作伴》片尾曲） |
| 3.  | 真心無代價（緯來戲劇台《情定泰勒瓦》片頭曲）   |
| 4.  | 昨暝的月娘                                     |
| 5.  | 風沙                                           |
| 6.  | 牡丹紅                                         |
| 7.  | 我的阿娜達                                     |
| 8.  | 何日君再來（《刀龍傳說》片尾曲）               |
| 9.  | 水色（翻唱客家電視台《水色嘉南》片頭曲）       |
| 10. | 失電的暗暝                                     |
| 11. | 阿母的手（鋼琴版）                             |

| 1.  | 相思聲聲（霹靂布袋戲《兵甲龍痕》片尾曲，緯來綜合台《冰火五重天》片尾曲） |
| 2.  | 無眠                                                                     |
| 3.  | 老瓦厝                                                                   |
| 4.  | 味（八大第一台《台灣奇案》片頭曲）                                       |
| 5.  | 夜半暝（霹靂布袋戲《梟皇論戰》片尾曲）                                   |
| 6.  | 花抹開月抹圓（霹靂布袋戲《劍蹤》插曲）                                   |
| 7.  | 淡薄仔（八大第一台《台灣奇案》片尾曲）                                   |
| 8.  | 十八吋腰                                                                 |
| 9.  | 佾雲詩歌（霹靂布袋戲《龍圖霸業》片尾曲）                                 |
| 10. | 老瓦厝（獨唱版）                                                         |

| 1.  | 伴                                         |
| 2.  | 舊批信（feat. 林久登）                     |
| 3.  | 無眠（吉他清新版）                         |
| 4.  | 三月雪（feat. 洪榮宏）                     |
| 5.  | 十八吋腰（舞曲版）                         |
| 6.  | 阿母的手（吉他清新版）                     |
| 7.  | 真心無代價                                 |
| 8.  | 昨暝的月娘                                 |
| 9.  | 愛河邊的咖啡                               |
| 10. | 我的阿娜達                                 |
| 11. | 沙浪嘿                                     |
| 12. | 女兒紅                                     |
| 13. | 老瓦厝（feat. 基隆愛樂合唱團）             |
| 14. | 十八吋腰                                   |
| 15. | 有閒來坐                                   |
| 16. | 多合一組曲：伴、舊批信、真心無代價、老瓦厝 |

| 1.  | 風蕭蕭（新曲首度收錄）                 |
| 2.  | 相思聲聲（首度收錄《兵甲龍痕》片尾版） |
| 3.  | 舊批信（首度收錄黃妃獨唱版）           |
| 4.  | 幸福的滋味（首度收錄2012新版）         |
| 5.  | 紅塵沙                                 |
| 6.  | 何日君再來（《刀龍傳說》片尾曲）       |
| 7.  | 佾雲詩歌                               |
| 8.  | 夜半暝（《梟皇論戰》片尾曲）           |
| 9.  | 花抹開月抹圓（《劍蹤》插曲）           |
| 10. | 虞美人（《蒼玄泣》片尾曲）             |
| 11. | 相思聲聲（伴奏卡拉版）                 |

| 1.  | 飛啊飛（三立《牽手》片頭、片尾曲）             |
| 2.  | 拍仔聲                                         |
| 3.  | 紅櫻桃                                         |
| 4.  | 傷心看板                                       |
| 5.  | 可愛的冤人（feat. 邵大倫；三立《牽手》片尾曲） |
| 6.  | 瞞天過海                                       |
| 7.  | 挽花                                           |
| 8.  | 哈樂day                                        |
| 9.  | 九彎十八越                                     |
| 10. | 無常                                           |

| 1. | 飛啊飛（MV/KALA）     |
| 2. | 拍仔聲（MV/KALA）     |
| 3. | 紅櫻桃（MV/KALA）     |
| 4. | 傷心看板（MV/KALA）   |
| 5. | 可愛的冤人（MV/KALA） |

| 1.  | 女人俱樂部                                       |
| 2.  | 祝福（feat. 許富凱）                             |
| 3.  | 男人世界的女人（三立《天下女人心》片頭、片尾曲） |
| 4.  | 海風吹                                           |
| 5.  | 望                                               |
| 6.  | 斷腸相思                                         |
| 7.  | 等愛的人                                         |
| 8.  | 傷心倫巴                                         |
| 9.  | 月光                                             |
| 10. | 甘有可能                                         |

| 1.  | 天堂                                                       |
| 2.  | 溫暖的所在（feat. 邵大倫）                                 |
| 3.  | 溫柔的外衫（三立《世間情》片尾曲）                         |
| 4.  | 雨中情（feat. 葉勝欽；三立《家和萬事興》（重播版）片尾曲） |
| 5.  | 水水水                                                     |
| 6.  | 反面無情（三立《世間情》片頭曲）                           |
| 7.  | 夜來疼心肝                                                 |
| 8.  | 貝比                                                       |
| 9.  | 雨是情人的眼淚                                             |
| 10. | 思念傷情                                                   |

| 1.  | 水水水（MV）       |
| 2.  | 溫柔的外衫（MV）   |
| 3.  | 反面無情（MV）     |
| 4.  | 雨中情（MV）       |
| 5.  | 溫暖的所在（MV）   |
| 6.  | 水水水（Kala）     |
| 7.  | 溫柔的外衫（Kala） |
| 8.  | 反面無情（Kala）   |
| 9.  | 雨中情（Kala）     |
| 10. | 溫暖的所在（Kala） |

| 1.  | 唱乎爽（電影《五星級魚干女》插曲）               |
| 2.  | 唱乎爽（歡唱版）                               |
| 3.  | 飛入你心底（三立《甘味人生》片尾曲）           |
| 4.  | 無字天書（三立《家和萬事興》（重播版）片尾曲） |
| 5.  | 小飛俠（三立《甘味人生》片頭曲）               |
| 6.  | 我沒你想的那麼堅強                             |
| 7.  | 冰雪美人                                       |
| 8.  | 侯塞雷                                         |
| 9.  | 為了愛你                                       |
| 10. | 外地人生                                       |
| 11. | 手中寶                                         |

| 1.  | 雙生花（絕美驚艷版）   |
| 2.  | 巴兩個啊乎我清醒       |
| 3.  | 江山美人               |
| 4.  | 甜甜甜（feat. 李子森） |
| 5.  | 囍                     |
| 6.  | 假鬼假怪               |
| 7.  | 離緣                   |
| 8.  | 毋免歹勢               |
| 9.  | 黃貴妃                 |
| 10. | 雙生花（淒美哀艷版）   |
| 11. | 唱乎20年後的你來聽     |

| 1.  | Kiss進行曲                             |
| 2.  | 心肝插一刀                             |
| 3.  | 咱的情歌                               |
| 4.  | 福氣                                   |
| 5.  | 你敢知我毋知                           |
| 6.  | 畫你                                   |
| 7.  | 思念上路                               |
| 8.  | 月娘敢會知                             |
| 9.  | 顛倒歌（國語）                         |
| 10. | 台三線的月光（feat. 秀蘭瑪雅、王瑞霞） |
| 11. | 無人聽有的歌                           |

| 1. | 心肝插一刀（重返1987年版） |
| 2. | Kiss進行曲（回溯1962年版） |
| 3. | 顛倒歌（復刻1947年版）     |

| 1.  | 雪咧飛                               |
| 2.  | 輪袂著你                             |
| 3.  | 蘭姨                                 |
| 4.  | 千里追                               |
| 5.  | 紅帖仔                               |
| 6.  | 代誌大條囉                           |
| 7.  | 傷心歌廳傷心歌                       |
| 8.  | 心疼驗無傷                           |
| 9.  | 直直走                               |
| 10. | 無關                                 |
| 11. | 色違                                 |
| 12. | 上水的輪迴（feat. 秀蘭瑪雅、王瑞霞） |

| 1.  | 無閂                   |
| 2.  | 傷心無名               |
| 3.  | 愛作夢的貓             |
| 4.  | 青春的夢               |
| 5.  | 海角天邊               |
| 6.  | 怎樣乎你了解           |
| 7.  | 寒窯曲（feat. 袁小迪） |
| 8.  | 月娘麻煩你             |
| 9.  | 閒仔話                 |
| 10. | 相片                   |

| 1.  | 回想                   |
| 2.  | 毛毛啊雨               |
| 3.  | 當初                   |
| 4.  | 我愛的人               |
| 5.  | 望你來（feat. 許富凱） |
| 6.  | 傷心專門店             |
| 7.  | 真心到底               |
| 8.  | 黃昏的思念             |
| 9.  | 愛情攏是假的           |
| 10. | 是啥在飛               |

| 1.  | 只要有你             |
| 2.  | 以為                 |
| 3.  | 十八般武藝           |
| 4.  | 過站                 |
| 5.  | 等待                 |
| 6.  | 猜謎（feat. 陳祈信） |
| 7.  | 愛你無效             |
| 8.  | 愛你不是青彩講講而已 |
| 9.  | 無定                 |
| 10. | 亭阿腳               |

| 1.  | 青花姐仔             |
| 2.  | 幾落冬               |
| 3.  | 過路客               |
| 4.  | 冤家落債             |
| 5.  | 一思一念             |
| 6.  | 夢啊望               |
| 7.  | 陪伴（feat. 蔡佳麟） |
| 8.  | 你是我的人           |
| 9.  | 愛為自己活           |
| 10. | 紙雲水月             |

### 非收錄於個人專輯之作品
| 唱片名稱           | 類型   | 發行日期       | 發行單位         | 曲目／備註                           |
| ------------------ | ------ | -------------- | ---------------- | ------------------------------------ |
| 《霹靂英雄大團圓》 | 專輯   | 1997年         | 魔岩唱片         | 演唱〈非常女〉                       |
| 《台灣女人》       | 專輯   | 2005年7月29日  | 擎天娛樂         | 與澎恰恰合唱〈心隨風在飛〉           |
| 水果醋方           | 廣告曲 | 2006年         | 愛之味           | 演唱〈我要呷醋〉                     |
| 《美麗的情歌》     | 專輯   | 2011年4月11日  | 華特國際音樂     | 與洪榮宏合唱〈三月雪〉               |
| 《我可是天使》     | 專輯   | 2012年10月26日 | 無非文化         | 與李雨寰合唱〈牽手曼波〉             |
| 《回家》電視原聲帶 | 專輯   | 2013年2月      | 福茂唱片         | 演唱〈跳舞時代〉                     |
| 《森呼吸》         | 專輯   | 2018年11月23日 | 米樂士娛樂       | 與李子森合唱〈甜甜甜〉               |
| 《失物招領》       | 專輯   | 2019年9月23日  | 台灣索尼音樂娛樂 | 與戴愛玲合唱〈歹姐妹仔〉             |
| 《霞姐直播中》     | 專輯   | 2019年10月9日  | 米樂士娛樂       | 與王瑞霞、秀蘭瑪雅合唱〈咱的膨紗衫〉 |

## 獎項紀錄

### 金曲獎
| 年份 | 獎項                       | 提名                 | 結果 |
| ---- | -------------------------- | -------------------- | ---- |
| 2001 | 最佳方言女演唱人獎         | 《台灣歌姬之非常女》 | 提名 |
| 2002 | 最佳方言女演唱人獎         | 《紅桃12》           | 提名 |
| 2005 | 最佳台語女演唱人獎         | 《非常妃》           | 提名 |
| 2006 | 最佳台語女演唱人獎         | 《紅》               | 提名 |
| 2006 | 最佳台語流行音樂演唱專輯獎 | 《紅》               | 提名 |
| 2010 | 最佳台語女歌手獎           | 《黃妃的歌》         | 提名 |
| 2010 | 最佳台語專輯獎             | 《黃妃的歌》         | 提名 |
| 2011 | 最佳台語女歌手獎           | 《相思聲聲》         | 獲獎 |
| 2011 | 最佳台語專輯獎             | 《相思聲聲》         | 提名 |
| 2016 | 最佳台語女歌手獎           | 《無字天書》         | 獲獎 |
| 2017 | 最佳台語女歌手獎           | 《雙生花》           | 提名 |
| 2021 | 最佳台語女歌手獎           | 《色違》             | 提名 |
| 2022 | 最佳台語女歌手獎           | 《無閂》             | 提名 |
| 2023 | 最佳台語女歌手獎           | 《回想》             | 提名 |
| 2024 | 最佳台語女歌手獎           | 《十八般武藝》       | 獲獎 |

### 其他獎項
| 年份 | 獎項             | 類別               | 提名       | 結果 |
| ---- | ---------------- | ------------------ | ---------- | ---- |
| 2021 | PlayMusic Awards | 年度十大非華語歌曲 | 〈蘭姨〉   | 獲獎 |
| 2022 | Q POWER Awards   | Q Music音樂創作獎  | 〈紅帖仔〉 | 提名 |

## 演唱會

### 《姬情台三線》演唱会
| 場次   | 日期           | 地點                      | 備註                       |
| ------ | -------------- | ------------------------- | -------------------------- |
| 口碑場 | 2017年11月19日 | 臺灣台北 三創生活園區     | 與王瑞霞、秀蘭瑪雅共同演出 |
| 1      | 2018年5月27日  | 臺灣台北 台北國際會議中心 | 以新團體名稱「台三線」演出 |
| 2      | 2019年5月4日   | 臺灣高雄 義大世界皇家劇院 |                            |

### 擔任演唱會表演嘉賓
| 日期           | 歌手     | 演唱會                       | 地點 | 地點                  | 備註         |
| -------------- | -------- | ---------------------------- | ---- | --------------------- | ------------ |
| 2001年3月4日   | 蔡依林   | Show Your Love演唱會         | 臺灣 | 臺中 巨蛋預定地       | [ 69 ]       |
| 2002年5月25日  | 伍佰     | 九重天巡迴演唱會             | 臺灣 | 高雄 澄清湖棒球場     |              |
| 2010年11月5日  | 陳明章   | 豐收－台灣巡迴音樂會         | 臺灣 | 高雄 中山大學 逸仙館  |              |
| 2012年8月19日  | 蘇打綠   | 《當我們一起走過》巡迴演唱會 | 臺灣 | 高雄 高雄巨蛋         |              |
| 2013年5月11日  | 許慧欣   | 童話故事演唱會               | 臺灣 | 臺北 Legacy Taipei    |              |
| 2015年11月14日 | 吳汶芳   | 《孤獨的總和》巡迴音樂會     | 臺灣 | 臺北 Legacy Taipei    | 擔任彩排嘉賓 |
| 2015年12月26日 | 陳明章   | 真情音樂會                   | 臺灣 | 高雄 文化中心 至德堂  |              |
| 2016年4月2日   | 秀蘭瑪雅 | 緣來有你演唱會               | 臺灣 | 臺北 臺北國際會議中心 | [ 71 ]       |
| 2017年5月13日  | 盧廣仲   | 2017春季巡迴演唱會           | 臺灣 | 高雄 Live Warehouse   | [ 72 ]       |
| 2018年7月21日  | 陳雷     | 歡聲雷動亞洲巡迴演唱會       | 臺灣 | 臺北 臺北小巨蛋       | [ 73 ]       |
| 2018年12月8日  | 陳明章   | 戀戀30音樂會                 | 臺灣 | 臺北 國家音樂廳       | [ 74 ]       |
| 2022年8月13日  | 李子森   | 森聲呼喚演唱會               | 臺灣 | 新北 宏匯廣場         | [ 75 ]       |

## 影視作品

### 電影
| 年份   | 片名           | 導演   | 角色                           |
| ------ | -------------- | ------ | ------------------------------ |
| 2012年 | 《花漾》       | 周美玲 | 白小霜（陳意涵飾演）的幕後代唱 |
| 2017年 | 《痴情男子漢》 | 連奕琦 | 許甘甜（中年時）               |

### 廣告
| 年份   | 代言品牌 | 內容                                                                                |
| ------ | -------- | ----------------------------------------------------------------------------------- |
| 2019年 | TOYOTA   | 《不為人知的ALTIS車主故事四部曲》 （页面存档备份，存于）之四 （页面存档备份，存于） |

## 註解
1. ↑  台灣作曲家鄧雨賢最經典且為人所知的四首作品〈四季紅〉、〈月夜愁〉、〈望春風〉、〈雨夜花〉常被合稱為「四月望雨」。
2. ↑  此三張作品為黃妃正式出道前所發行，詳實發行時間及順序未知。三張作品之歌曲後來重組並加入其他歌曲，再版發行成另外四張作品《舊情歌1》、《舊情歌2》、《舊情歌3》、《舊情歌4》（有欣代唱片和龍吟唱片經銷兩個版本，四張專輯曲目相同，惟包裝不同）。

## 外部連結
- 黃妃的Facebook專頁
- 黃妃的Instagram帳戶